# Dakhla-Oued Ed-Dahab
Dakhla-Oued Ed-Dahab (en arabe : الداخلة-وادي الذهب) est l'une des douze nouvelles régions du Maroc instituées par le découpage territorial de 2015, dont le périmètre est identique à celui de l'ancienne région Oued Ed-Dahab-Lagouira (en arabe : وادي الذهب لكويرة). Son chef-lieu est la province d'Oued Ed-Dahab.
Cette région se situe sur le territoire disputé du Sahara occidental, revendiqué par la République arabe sahraouie démocratique.

## Géographie
Selon les revendications territoriales marocaines, Dakhla-Oued Ed-Dahab est la région la plus australe et la plus vaste du pays avec 142 865 km2. Elle est limitée au nord par la région de Laâyoune-Sakia El Hamra, à l'est et au sud par la Mauritanie et à l'ouest par l'océan Atlantique.

## Découpage administratif
Dakhla-Oued Ed-Dahab est constituée de deux provinces :
- la province d'Aousserd ;
- la province d'Oued Ed-Dahab, qui est son chef-lieu[7].

## Démographie
Lors du recensement de 2004, Dakhla-Oued Ed-Dahab, alors nommée Oued Ed-Dahab-Lagouira, comportait 99 367 habitants, dont 32,7 % avaient moins de 18 ans.
En 2014 cette population s'est élevée à 142 955 dont 32,3% avaient moins de 18 ans.
En 2009, le taux d'urbanisation était de 58,5 %.

## Économie

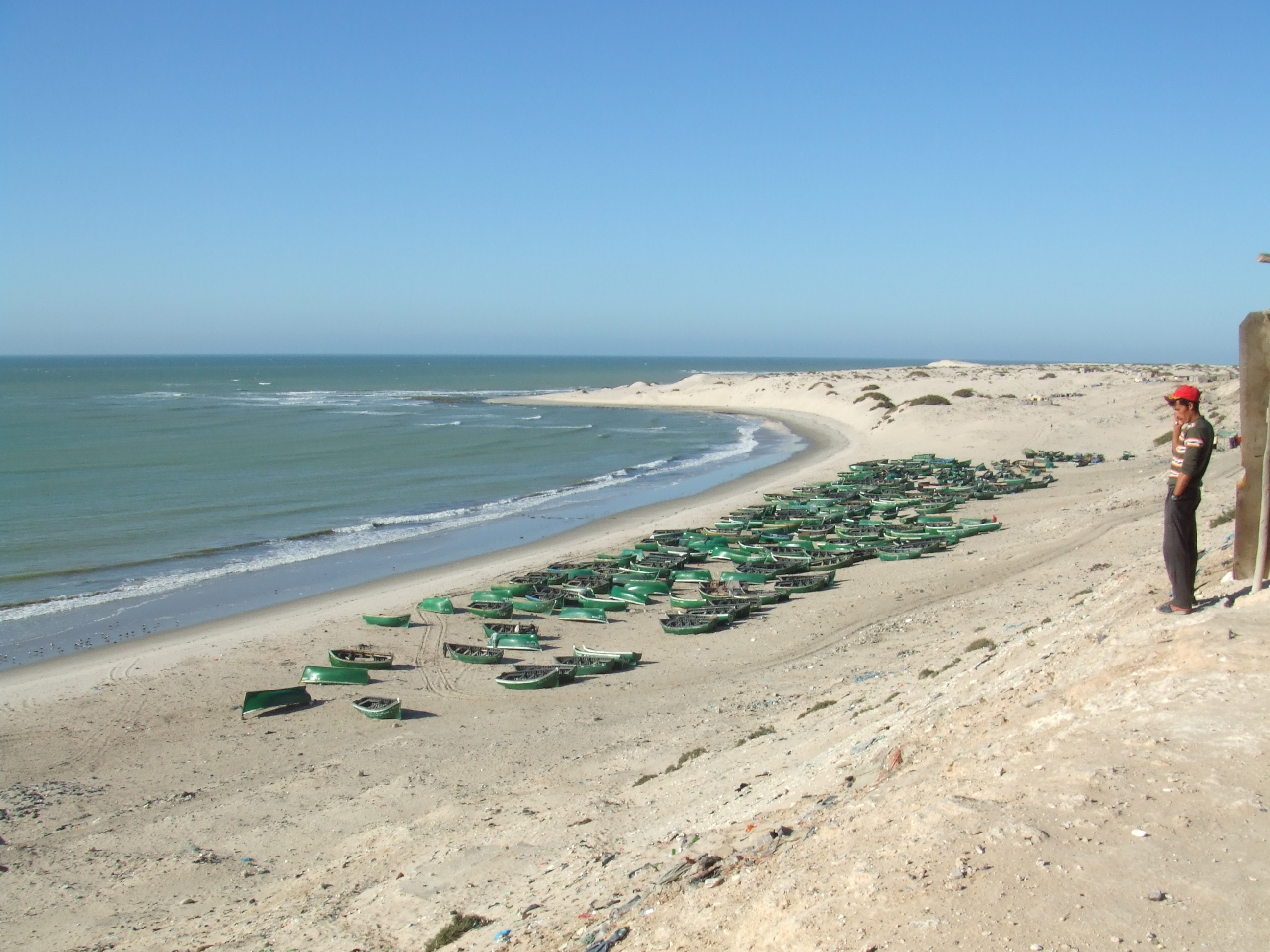
La côte au sud de Dakhla

Le secteur primaire occupe 34,5 % de la population active de Dakhla-Oued Ed-Dahab et réalise 26,9% du PIB régional en 2015, et le secteur tertiaire réalise 64,6% du PIB régional et occupe 54 %, avec 32,1 % de fonctionnaires et 13,1 % exerçant dans le commerce.

## Culture
Lors de la visite d'État du président Français, Emmanuel Macron, le 28 octobre 2024, à la suite d'une invitation du Roi Mohammed VI, la ministre française de la Culture, Rachida Dati, a évoqué l'inauguration prochaine d'un Institut supérieur des métiers de l'audiovisuel et du cinéma à dimension africaine à Dakhla.[réf. nécessaire]